# Kamphund

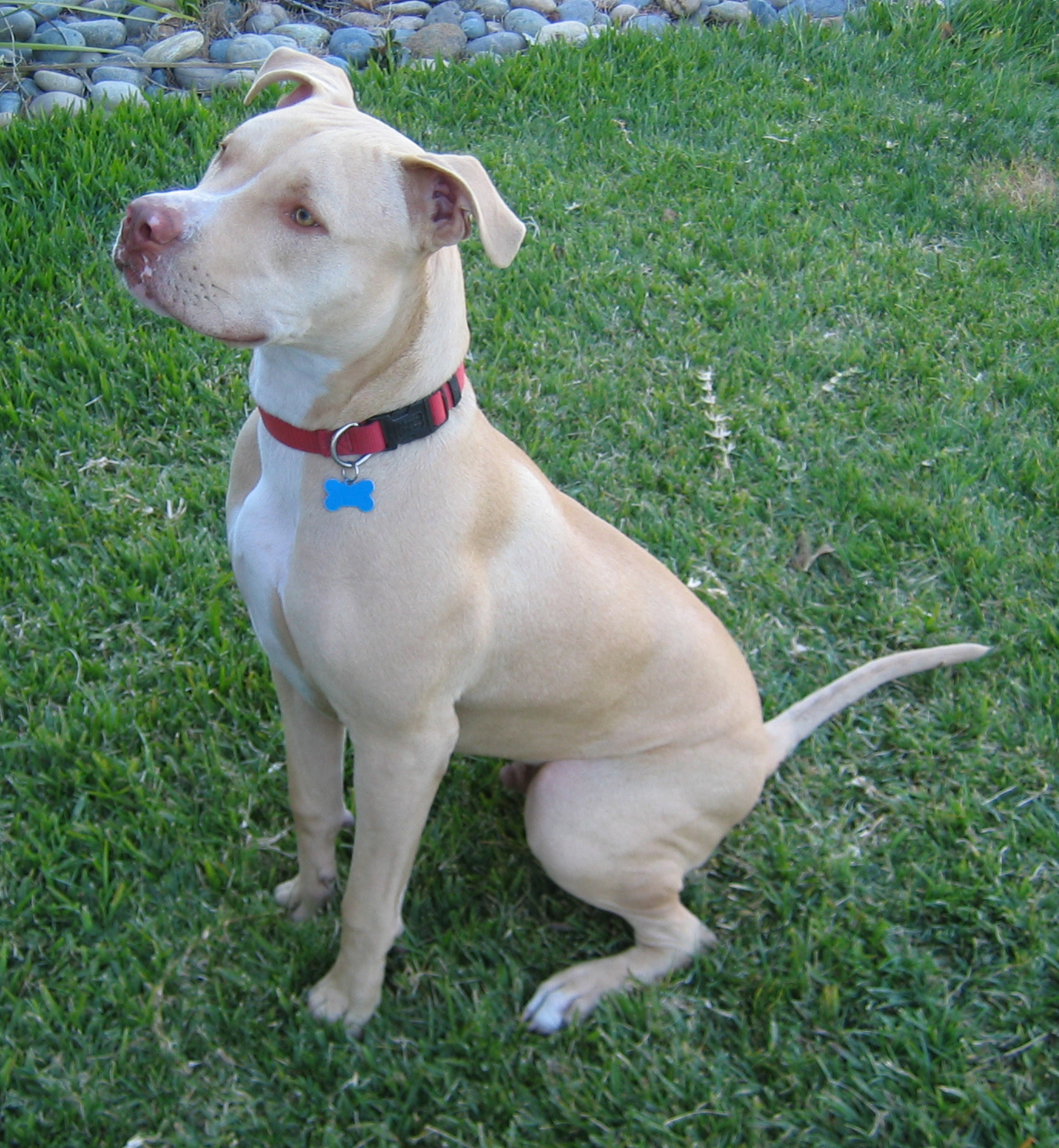
Amerikansk pitbullterrier nämns i hundansvarsutredningen som exempel på hund av kamphundsras.

Kamphundar är hundar som har avlats och tränats för att utkämpa slagsmål med hundar eller andra djur.

## Definitioner
Det förekommer flera definitioner på kamphund. Den svenska hundansvarsutredningens definition är: "Hund oavsett ras som tränats eller tränas med syfte att den ska bli framgångsrik i slagsmål med andra hundar." I utredningen definieras också "hund av kamphundsras" som en hund tillhörande någon av de raser till vilka kamphundar historiskt hört. Exempel på sådana raser är american staffordshire terrier, tosa, amerikansk pitbullterrier (pitbull) och staffordshire bullterrier. Utredningen låg till grund för den nya Lagen om tillsyn över hundar och katter som gäller från och med 2008.
Svenska Kennelklubben skrev 2008-2009 i Svenska kennelklubbens Kamphundslexikon "I ordet kamphund kan man innefatta alla de olika hundtyper och hundraser som över hela världen och i alla tider har använts till olika slags kamper, som till exempel hund-, björn- och tjurhetsningar. Kamphund kan alltså betyda en hund som i historiskt perspektiv har använts för detta ändamål men som i dag används som familjehund. En aggressiv blandrashund som saknar denna rashistoria är enligt vår uppfattning ingen kamphund i ordets rätta bemärkelse." och nämner raserna amerikansk pitbullterrier, american staffordshireterrier, bullterrier, miniatyrbullterrier och staffordshire bullterrier.
Svenska djurskyddsförordningen använder inte begreppet kamphundar men skriver att "Det är förbjudet att inneha eller genom avel frambringa hundar som har extremt stor kamplust, blir lätt retade och biter, bara med svårighet kan förmås avbryta ett angrepp och har en benägenhet att rikta sitt kampintresse mot människor eller andra hundar."